# Ісеть (річка)
Ісе́ть (рос. Исе́ть) — річка в Росії на Уралі (у Свердловській, Курганській і Тюменській областях), ліва притока річки Тобол. Довжина — 606 км, сточище — 58,9 тисяч км². Витікає з озера Ісетського за 25 км на північний захід від Єкатеринбурга. Витік озера регулюється греблею.
Міста на Ісеті — Єкатеринбург, Каменськ-Уральський, Катайськ, Далматово, Шадринськ.
| Росія | Це незавершена стаття з географії Росії. Ви можете допомогти проєкту, виправивши або дописавши її. |